# Championnat d'Irlande de football 1931-1932
Navigation
Édition précédente Édition suivante
Le Championnat d'Irlande de football 1931-1932 est la onzième édition du championnat d'Irlande de football. Il est remporté par Shamrock Rovers, qui remporte ainsi son quatrième titre de champion.

## Les 12 clubs participants
- Bohemians FC
- Bray Unknowns
- Brideville
- Cork
- Dolphin
- Drumcondra
- Dundalk FC
- Jacob’s
- Saint James's Gate FC
- Shamrock Rovers
- Shelbourne FC
- Waterford United

## Classement
| Place | Club                  | Points | Victoires | Nuls | Défaites | Buts pour | Buts contre | Différence |
| ----- | --------------------- | ------ | --------- | ---- | -------- | --------- | ----------- | ---------- |
| 1er   | Shamrock Rovers       | 32     | 13        | 6    | 3        | 70        | 34          | +36        |
| 2e    | Cork                  | 29     | 10        | 9    | 3        | 57        | 27          | +30        |
| 3e    | Waterford United      | 28     | 12        | 4    | 6        | 64        | 42          | +22        |
| 4e    | Dundalk FC            | 27     | 11        | 5    | 6        | 56        | 31          | +25        |
| 5e    | Bohemians FC          | 27     | 12        | 3    | 7        | 43        | 35          | +8         |
| 6e    | Shelbourne FC         | 26     | 10        | 6    | 6        | 43        | 34          | +9         |
| 7e    | Dolphin               | 25     | 11        | 3    | 8        | 65        | 44          | +21        |
| 8e    | Bray Unknowns         | 20     | 9         | 5    | 8        | 45        | 51          | -6         |
| 9e    | Drumcondra            | 17     | 6         | 5    | 11       | 33        | 48          | -15        |
| 10e   | Brideville            | 15     | 6         | 3    | 13       | 27        | 47          | -20        |
| 11e   | Saint James's Gate FC | 10     | 4         | 2    | 16       | 27        | 62          | -35        |
| 12e   | Jacob's               | 5      | 1         | 3    | 18       | 15        | 90          | -75        |

## Source
- (en) Alex Graham, Football in the Republic of Ireland : a Statistical Record 1921–2005, Soccer Books Ltd, novembre 2005, 142 p. (ISBN 978-1862231351).